# Ida Weber
Ida Weber (* 26. Oktober 1888; † 26. März 1977) war eine schweizerische Unternehmerin, Frauenrechtlerin und Gründerin der ersten Frauengruppe innerhalb der Freisinnig-Demokratischen Partei (FDP) und Zentralpräsidentin der Schweizerischen Vereinigung freisinniger Frauengruppen.

## Leben
Ida Weber war Tochter eines Geschäftsmannes, dessen Handels- und Männermodehaus sie nach seinem Tod weiterführte.
Sie wuchs mit fünf Geschwistern in Mollis auf. Nach dem Umzug ihrer Eltern nach Zürich besuchte sie die dortigen Schulen, die sie mit der Höheren Töchterschule abschloss. Zur Weiterbildung in den Sprachen begab sie sich nach Lugano, Neuchâtel und London, wo sie von 1907 bis 1911 arbeitete. Während dieses Aufenthaltes in London trat sie als 22-jährige den Suffragetten um Emmeline Pankhurst bei und setzte sich danach in ihrer Heimat St. Gallen für das Frauenwahlrecht ein. 1913 wurde sie Mitglied einer neugegründeten Union für Frauenbestrebungen in St. Gallen, deren Präsidentin sie später wurde. Sie war 1929 an einer Petition für das Frauenstimmrecht beteiligt, die 249.237 Unterstützer fand. Sie gilt deshalb im Kanton St. Gallen als Pionierin für die Einführung des Frauenstimmrechts.
Seit 1922 verfolgte Weber Bestrebungen innerhalb der Freisinnig-Demokratischen Partei (FDP), eine Frauengruppe zu gründen, was ihr 1926 schließlich gelang. Dabei handelte es sich um die erste FDP-Frauengruppe schweizweit, deren Präsidentin sie bis 1957 blieb. Weber amtierte bis 1955 als Zentralpräsidentin der Schweizerischen Vereinigung der FDP-Frauengruppen mit 1955 neun Sektionen mit insgesamt 1000 Mitgliedern.
Während des Zweiten Weltkrieges hatte sie zudem das Präsidium des Frauenstimmrechtsverbandes inne, leitete das Büro für den Zivilen Frauenhilfsdienst in St. Gallen und organisierte auch den «Hilfstrupp», eine Frauenorganisation, die für verschiedene Aufgaben zur Verfügung stand. Ausserdem war sie die Gründerin des Clubs der Berufs- und Geschäftsfrauen, den sie während acht Jahren präsidierte.
1934 hat sie wahrscheinlich als erste Frau der Schweiz eine Ansprache zum Nationalfeiertag des 1. Augusts gehalten, in der Gemeinde Wülflingen.
Weber verfasste auch politische Theaterstücke. 1932 hatte Weber gemeinsam mit Magda Werder ein „kleines Unterhaltungsspiel“ mit dem Titel Das Raritätenkabinett der Zukunft für den Ausklang der 5. Hauptversammlung der freisinnig-demokratischen Frauengruppe St. Gallen ausgearbeitet.

## Rezeption
Im Jahr 2021 wurde der historischen Abstimmung zu 50 Jahre Frauenstimmrecht in der Schweiz von 1971 in vielfältiger Form gedacht. So beispielsweise mit der Ausstellung Hommage 2021 in der Altstadt von Bern mit 52 Porträts von Frauen aus allen Schweizer Kantonen, wo sie als eine von zwei Frauen aus St. Gallen porträtiert wurde.